# Suemus orientalis
Suemus orientalis là một loài nhện trong họ Philodromidae.
Loài này thuộc chi Suemus. Suemus orientalis được Eugène Simon miêu tả năm 1909.